# Йоганн Християн Поггендорф
Йоганн Християн Поггендорф (нім. Johann Christian Poggendorff, 29 грудня 1796, Гамбург — 24 січня 1877, Берлін) — німецький фізик, з 1834 року доктор філософії і екстраординарний професор Берлінського університету, з 1839 — член Берлінської академії наук, а з 1844 року — доктор медицини, з 1845 — іноземний член Шведської королівської академії наук, іноземний член-кореспондент Імператорської Санкт-Петербурзької Академії Наук (1868).
Поггендорф навчався в аптекаря в Гамбурзі і у віці двадцяти двох років почав заробляти на життя помічником аптекаря в Ітцехо. Амбіції та сильна схильність до наукової кар'єри призвели до того, що він залишив свій бізнес і переїхав до Берліна, де в 1820 році вступив до університету Гумбольдта. Тут його здібності були швидко визнані, і в 1823 році його призначели метеорологічним спостерігачем в Академії наук.
Навіть у цей ранній період він задумав заснувати фізичний і хімічний науковий журнал. Реалізацію цього плану прискорила раптова смерть Людвіга Вільгельма Гільберта, редактора Annalen der Physik und Chemie. Він став редактором «Annalen der Physik und Chemie», який мав бути продовженням «Annalen» Гілберта за дещо розширеним планом. Поггендорф був чудово кваліфікований для цієї посади і редагував журнал протягом 52 років, до 1876 року.
З 1824 року почав видавати фізико-хімічний журнал «Annalen der Physik und Chemie», який вів до самого кінця (1860) і який за цей період вийшов у 111 томах і 4-х додаткових (Ergänzungsbände). За його ж ініціативою і під його редакцією видано бібліографічний словник, що містить біографічні й наукові дані щодо осіб, що працювали в галузі точних наук.
Власні роботи він поміщав переважно у видаваному ним самим журналі; в них Поггендорф розробляв головним чином питання, що стосувалися різних відділів електрохімії: проходження через різні тіла електричного струму, поляризація і так далі.
Поггендорфу належить честь винаходу деяких важливих наукових приладів і виробка методів вимірювання, наприклад, спосіб вимірювання непостійних електрорушійних сил дуже малих кутів, відкриття оптичної ілюзії, названої його ім'ям.
У 1826 році Поггендорф розробив дзеркальний гальванометр, пристрій для виявлення електричних струмів.